# The Color Fred
The Color Fred (TFC) är en amerikansk rockgrupp under ledning av den förre Taking Back Sunday-sångaren och gitarristen Fred Mascherino. Han lämnade den Taking Back Sunday den 4 oktober 2007 för att satsa på TFC på heltid. Debutalbumet Bend to Break gavs ut 30 oktober 2007. Den akustiska EP:n Interventions (ett samarbete mellan Fred Mascherino och musikproducenterna Brandon Weiss och Myles Vlachos) utkom 18 april 2009.
Projektet The Color Fred är för närvarande inaktivt medan Fred Mascherino koncentrerar sig på sitt nya band Terrible Things med Steve Curtiss och Aaron Van Allen.

## Medlemmar
Nuvarande medlemmar
- Fred Mascherino – sång, sologitarr, keyboard, basgitarr
- Keith Gibbons – basgitarr
- Stephen Angello – rytmgitarr, bakgrundssång
- Monte Holt – trummor, sång

Tidigare medlemmar
- Matthew Fleischman – rytmgitarr, bakgrundssång
- Steve Curtiss – trummor
- PJ Bond – basgitarr, sång
- Padraig Murphy – keyboard, gitarr
- Chris Poulsen – basgitarr
- Jeff Judy – rytmgitarr, bakgrundssång
- Carter Wilson – trummor, slagverk

## Diskografi
Studioalbum
- 2007 – Bend to Break

EP
- 2011 – The Intervention

Singlar
- 2007 – "Hate to See You Go"
- 2007 – "If I Surrender"